# 뱃말항
뱃말항은 인천광역시 옹진군 영흥면 선재리에 위치한 어항이다. 2006년 8월 27일 어촌정주어항으로 지정되었다. 어항관리청은 옹진군수이다.

## 어항 연혁
- 2006년 6월 13일 인천광역시장이 어촌어항법 제17조 규정에 의하여 지방어항 지정을 해제하였다.[1]
- 2006년 8월 27일 옹진군에서 어촌정주어항으로 지정하였다.[2]

## 어항 구역
본 항의 어항구역은 다음과 같다.
- 뱃말항 남남서쪽기점에서 선착장 기부에서 150m지점을 반경으로 연결하는 선 내의 공유수면(36,000m2)

## 어항 시설
- 선착장 81m, 호안 95m

## 주요 어종
- 광어, 우럭, 굴, 바지락, 소라